# El Cachucho
El Cachucho este o arie protejată (arie specială de conservare — SAC, sit de importanță comunitară — SCI) din Spania întinsă pe o suprafață de 261.664,46 ha, integral marine.

## Localizare
Centrul sitului El Cachucho este situat la coordonatele 44°02′32″N 4°51′00″W / 44.0423°N 4.85°V.

## Înființare
Situl El Cachucho a fost declarat sit de importanță comunitară în iunie 2009 pentru a proteja 20 de specii de animale. Situl a fost protejat și ca arie specială de conservare în decembrie 2011.

## Biodiversitate
Situată în ecoregiunile atlantică și marină Atlantică, aria protejată conține 1 habitat natural: Recifuri.
La baza desemnării sitului se află mai multe specii protejate:
- păsări (18): alca (Alca torda), Calonectris diomedea, chirighiță neagră (Chlidonias niger), Hydrobates leucorhous, Hydrobates pelagicus, Hydrocoloeus minutus, Larus argentatus, pescăruș negricios (Larus fuscus), Larus marinus, pescăruș-cu-cap-negru (Larus melanocephalus), pescăruș râzător (Larus ridibundus), Puffinus mauretanicus, Puffinus puffinus, Rissa tridactyla, chiră de baltă (Sterna hirundo), Sterna paradisaea, chiră de mare (Thalasseus sandvicensis), Uria aalge
- mamifere (1): delfin mare (Tursiops truncatus)
- reptile (1): Caretta caretta

Pe lângă speciile protejate, pe teritoriul sitului au mai fost identificate 1 specie de păsări, 8 specii de mamifere, 113 specii de nevertebrate, 61 de specii de pești, 1 specie de reptile.